# Clematis alpina
Clematis alpina ((L.) Miller, 1768), comunemente nota come clematide alpina, è una piccola pianta perenne appartenente alla famiglia delle Ranunculaceae, diffusa in Europa centrale ed orientale.

## Etimologia
Il nome generico (Clematis) viene normalmente attribuito a Dioscoride e deriva dalla radice greca klema (= “viticcio” o anche =“pianta volubile” o anche ="legno flessibile"). L'epiteto specifico (alpina) deriva dalle zone dove normalmente vive questa pianta.

Uno dei primi studi sulla specie è stato fatto dal biologo e scrittore svedese, considerato il padre della moderna classificazione scientifica degli organismi viventi, Carl von Linné (Rashult, 23 maggio 1707 – Uppsala, 10 gennaio 1778); studio ripreso e completato dal botanico scozzese Philip Miller (Chelsea, 1691 – Chelsea, 1771) e pubblicato nel 1768 nell'ottava edizione del suo Dictionnaire.

Gli inglesi chiamano questa pianta Alpine Clematis; i tedeschi Alpenrebe; mentre i francesi la chiamano Clématide des alpes.

## Descrizione

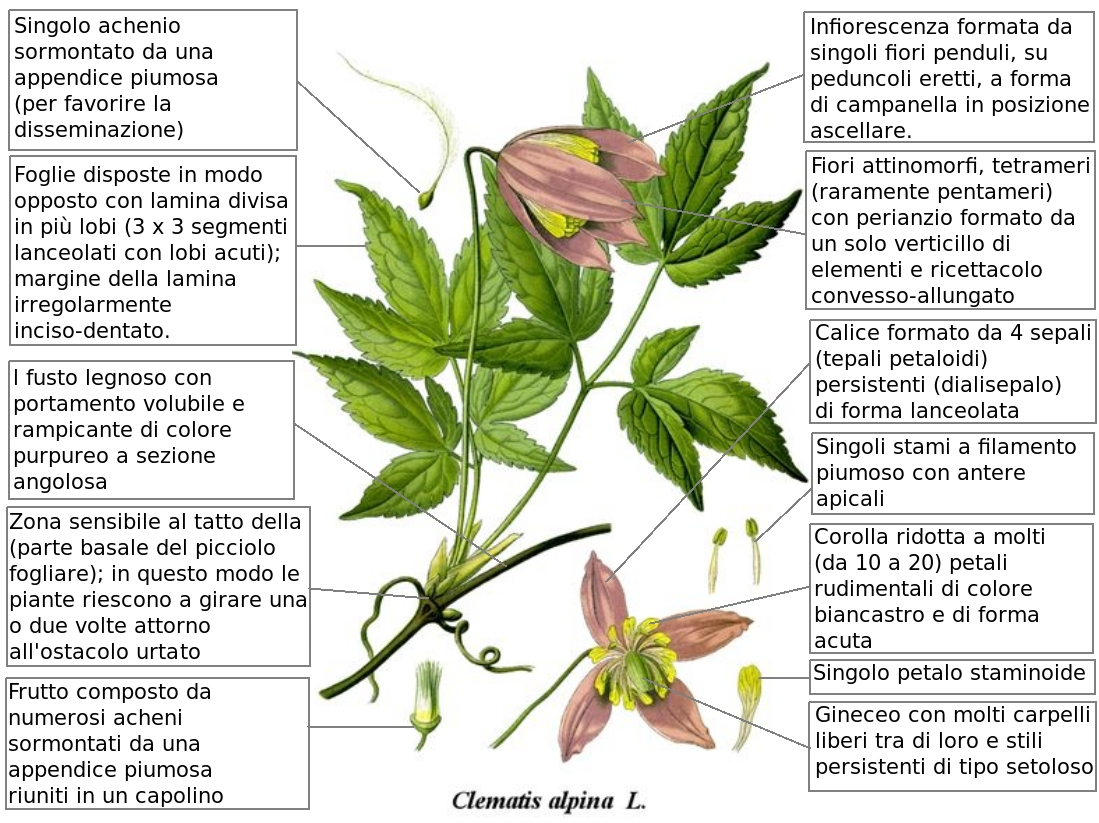
Descrizione delle parti della pianta

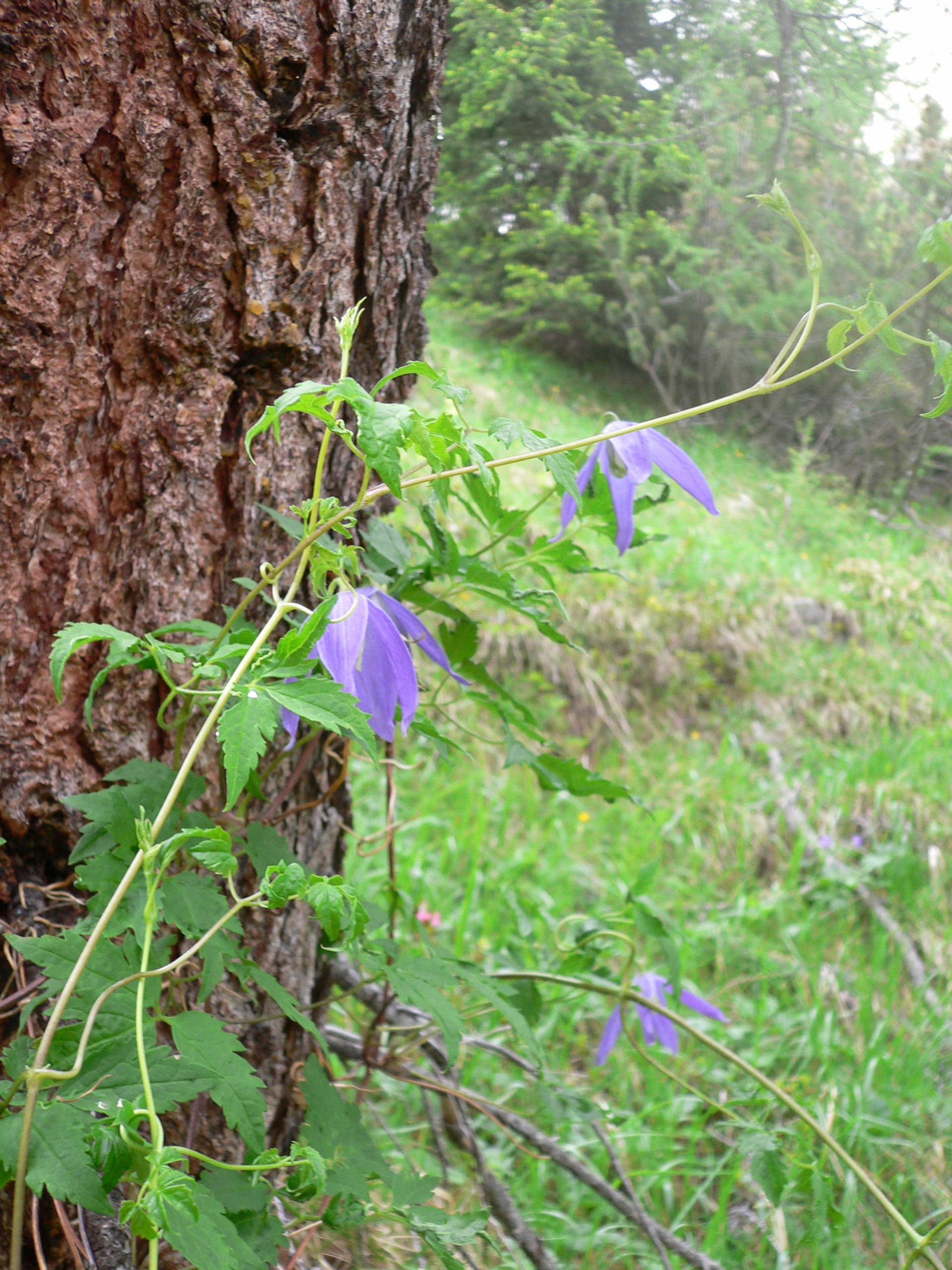
Il portamento: Clematis alpina abbarbicata ad un tronco di larice

Queste piante arrivano ad altezze di 2 metri (dimensioni usuali: da 30 a 60 cm) arrampicandosi su diverse superfici quali rocce, muschio, arbusti e tronchi in posizioni fresche ed ombreggiate.
 La capacità di “arrampicarsi” è data dalla particolare sensibilità al tatto della parte basale del picciolo fogliare; in questo modo riescono a girare una o due volte attorno all'ostacolo che urtano inavvertitamente (fusto “scandente”). Se la clematide è molto rigogliosa e il supporto non è il tronco di un grosso albero, a volte ostacola la crescita della pianta di sostegno arrivando fino a soffocarla. 

La forma biologica della pianta è fanerofita lianosa (P lian), ossia sono piante perenni e legnose, con gemme svernanti poste ad un'altezza dal suolo maggiore di 30 cm con portamento rampicante.

### Radici
L'apparato radicale è fascicolato.
Le radici mostrano capacità pollonifera cioè sono in grado di riprodurre altre piante dalla radice stessa.

### Fusto
Il fusto è lianoso, legnoso con portamento volubile e rampicante (sarmentoso-aggrappante) di colore verde da giovane e bruno-purpureo con l'invecchiamento, a sezione angolosa (approssimativamente esagonale). La corteccia è fibrosa e si distacca in lamelle. 

### Foglie

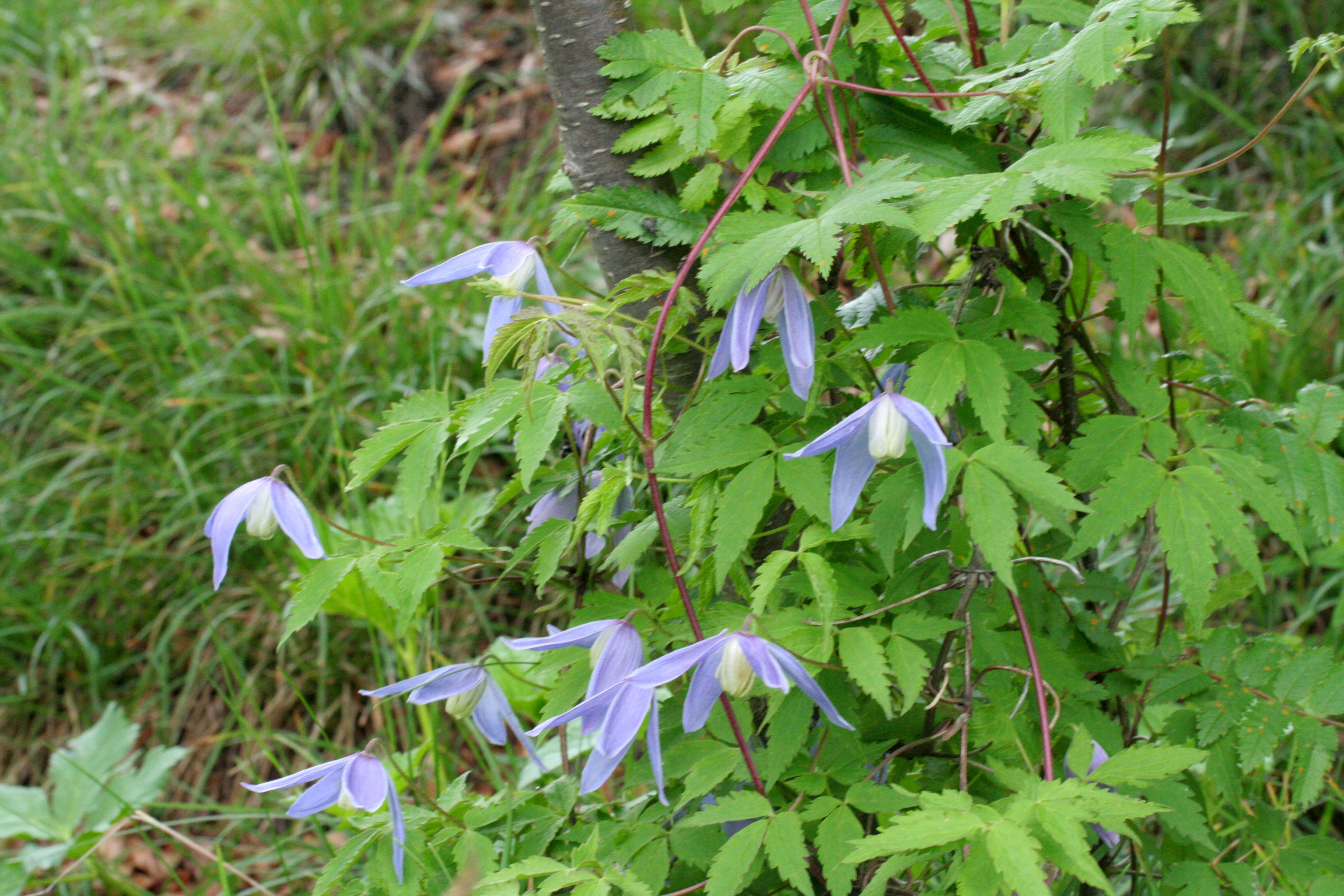
Le foglie
"Giardino Botanico delle Alpi Orientali" (loc. Monte Faverghera) Belluno, quota 1500 m s.l.m. - 19/06/2008

Le foglie sono disposte con fillotassi opposta o verticillata.
Sono foglie pinnato-composte a 3+3 segmenti lanceolati con lobi acuti. 
Sono sorrette da lunghi, esili e flessuosi piccioli che si sviluppano dai nodi del fusto. Il margine della lamina è irregolarmente seghettato-dentato. Il colore è verde chiaro e sono glabre. Dimensione del picciolo: 4–7 cm;  dimensione dei segmenti: larghezza 1–3 cm, lunghezza 2–7 cm.

### Fiore

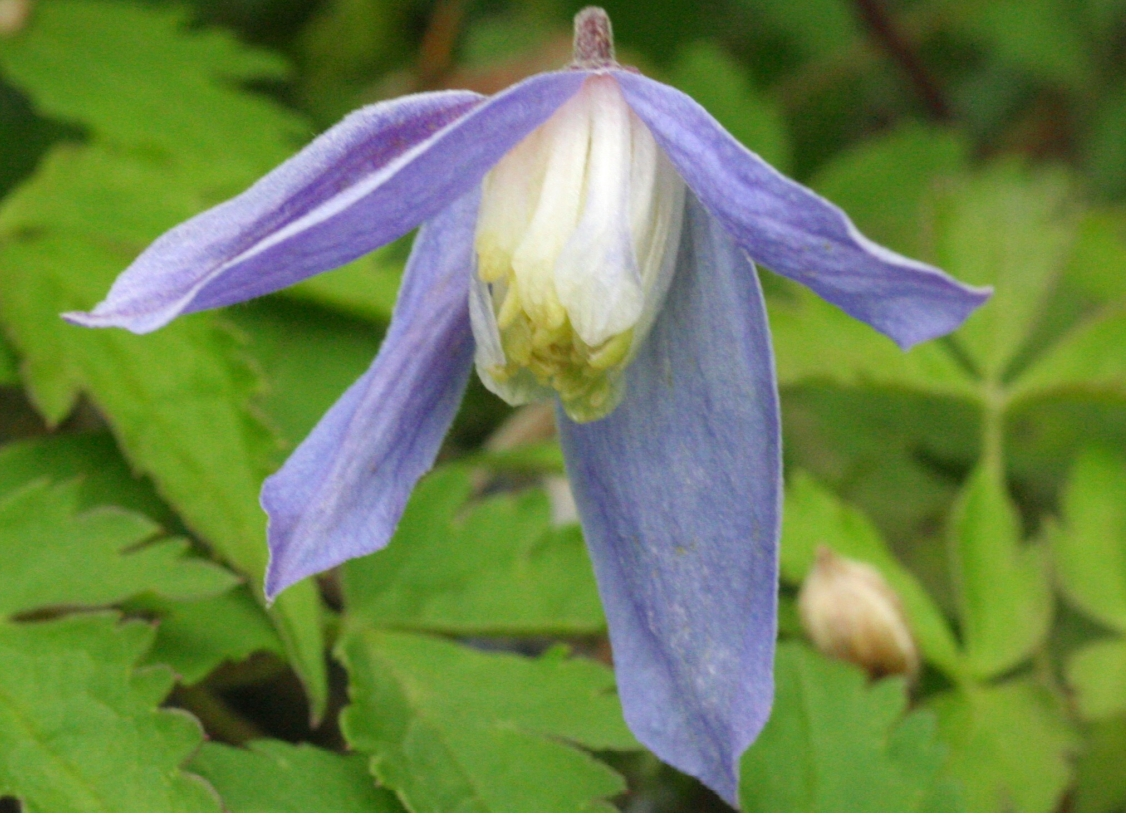
Il fiore
"Giardino Botanico delle Alpi Orientali" (loc. Monte Faverghera) Belluno, quota 1500 m s.l.m. - 19/06/2008

I fiori sono singoli, a forma di campanella, portati da un lungo peduncolo  e compaiono sul ramo della stagione precedente in posizione ascellare. Dimensione dei peduncoli: 5–12 cm.
I fiori sono attinomorfi, tetrameri (raramente pentameri) con perianzio parzialmente modificato come in molti generi della famiglia Ranunculaceae.
Il fiore è costituito da un solo verticillo di sepali petaloidei che simulano una corolla.
Le tonalità dei sepali variano dall'azzurro al viola scuro. 
I petali sono trasformati in nettari, sono di color bianco crema che, contrastando il blu viola del verticillo esterno di sepali, aumentano il valore ornamentale di questa pianta. 

Il ricettacolo è convesso-allungato. Dimensione totale del fiore: 6–8 cm.
I fiori possono odorare lievemente di miele.
- Formula fiorale:

* K 4, C molti, A molti, G molti
- Calice: il calice è formato da 4 sepali (tepali petaloidi) persistenti e più o meno separati (dialisepalo) di forma lanceolata disposti a campanella e molto ingranditi. Sulla faccia esterna sono lievemente vellutati. Dimensione dei sepali: larghezza 0,8 cm, lunghezza 4–5 cm.
- Corolla: la corolla è ridotta a molti (da 10 a 20) petali rudimentali (vedi il paragrafo “Sistematica”) di colore bianco o roseo e di forma acuta. Il petalo è da tre a quattro volte più piccolo dei sepali.
- Androceo: gli stami sono numerosi; il filamento è piumoso.
- Gineceo: il numero dei carpelli è elevato (diverse decine) e ognuno è “monospermo” (porta un solo ovulo), sono inoltre liberi tra di loro (ovario apocarpico) portati in modo spiralato; gli stili sono lunghi e persistenti simili a setole. Gli stigmi maturano prima delle antere (questo perché l'impollinazione della pianta è ad opera del vento).
- Fioritura: la fioritura avviene in primavera (tra maggio e luglio), ma le piante possono produrre anche qualche fiore occasionale in estate mescolandosi alle tipiche infruttescenze arruffate di filamenti d'argento.

### Frutti

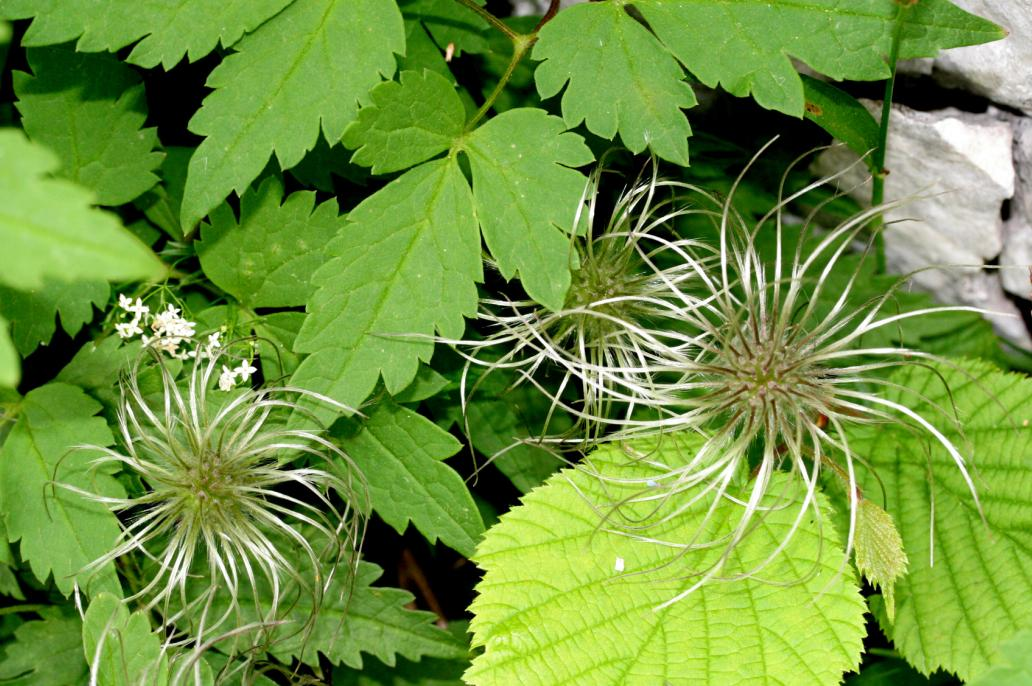
I frutti
"Giardino Botanico delle Alpi Orientali" (loc. Monte Faverghera) Belluno, quota 1500 m s.l.m. - 08/07/2010

Il frutto è un achenio sormontato da un'appendice piumosa (per favorire la disseminazione). Derivando da un ovario supero pluricarpellare, gli acheni (fino a un centinaio) sono riuniti in una infruttescenza. Ogni frutto ha un solo seme. Dimensione dell'appendice piumosa: 2 – 3 cm.

## Riproduzione
La riproduzione di questa pianta avviene attraverso l'impollinazione del vento (anemofila); comunque questi fiori sono frequentati anche da diversi insetti (api  e vespe) per appropriarsi del polline, per cui non è esclusa anche una quota di impollinazione entomofila.

## Distribuzione e habitat

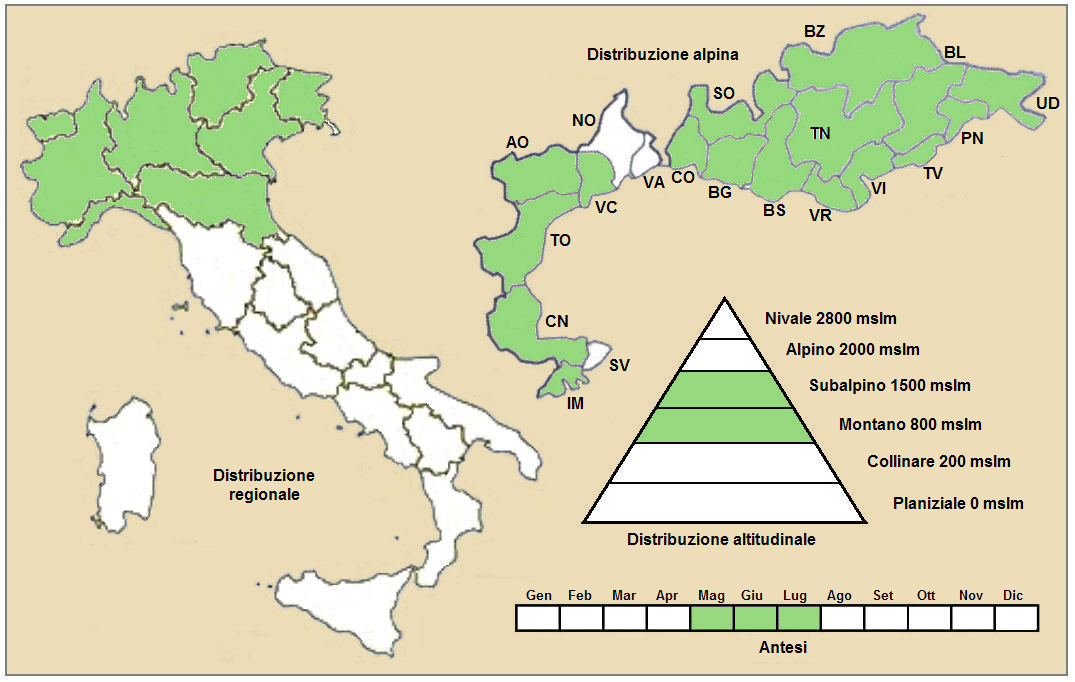
Distribuzione della pianta

- Geoelemento: il tipo corologico (area di origine) è (Circumboreale) Artico – Alpino ma anche Sud Europa Montano.
- Distribuzione: sulle Alpi è abbastanza comune (escluse le province di Novara e Varese); è raro sugli Appennini settentrionali. In Europa si può trovare nel Giura, nelle Alpi Dinariche, nei Balcani, nel Caucaso e in genere nell'Europa centro-orientale. A latitudini più elevate si può trovare anche a quote più basse come nelle regioni artiche dell'Europa, Asia e Nordamerica.
- Habitat: queste piante si possono trovare nelle boscaglie e boschi montani e subalpini (abetine, lariceti, peccete e faggete); ma anche nei mugheti e rupi. Il substrato preferito è calcareo ma anche siliceo, con pH neutro-basico, bassi valori nutrizionali e con terreno a media umidità.
- Distribuzione altitudinale: la specie è robusta e resistente e riesce a sopportare anche temperature di −20 °C per cui si può trovare anche a quote elevate fino a 2400 m s.l.m.; quote medie: da 800 m s.l.m. a 1900 m s.l.m., frequenta quindi i piani montani e subalpini.

## Fitosociologia
Dal punto di vista fitosociologico la specie di questa scheda appartiene alla seguente comunità vegetale:
Formazione: comunità vegetali
Classe: Vaccinio-Piceetea excelsae
Ordine: Piceetalia excelsae
Alleanza: Piceion excelsae

## Tassonomia
Il genere Clematis comprende oltre 200 specie (otto delle quali sono spontanee dei nostri territori) appartenenti sia dell'emisfero boreale che quello australe. La famiglia delle Ranunculaceae invece comprende oltre 1500 specie distribuite su circa 35 generi. 

All'interno del genere la specie di questa scheda fa parte della sezione Atragene (L.) DC. (tipica sezione delle “Clematidi alpine”) caratterizzata dall'avere diversi petali rudimentali: questi sono abbastanza simili ai petali veri e propri in quanto hanno una forma lamellare (vengono definiti anche “petaloidi staminoidi”). 

All'interno della famiglia il genere di questa pianta è posizionato nella sottofamiglia delle Ranunculoideae e nella tribù delle Anemoneae

### Variabilità
Nell'elenco che segue sono indicate alcune varietà e sottospecie (l'elenco può non essere completo e alcuni nominativi sono considerati da altri autori dei sinonimi della specie principale o anche di altre specie):
- Clematis alpina (L.) Mill. subsp. alpina (sinonimo = Atragene alpina L.)
- Clematis alpina (L.) Mill. subsp. macropetala (Ledeb.) Kuntze
- Clematis alpina (L.) Mill. subsp. sibirica (Mill.) Kuntze (1885) (sinonimi = Clematis sibirica Mill.; = Atragene sibirica L.)
- Clematis alpina (L.) Mill. var. albiflora Maxim. ex Kuntze (1885)
- Clematis alpina (L.) Mill. var. chinensis Maxim. (1890)
- Clematis alpina (L.) Mill. var. koreana (Kom.) Nakai (1909)
- Clematis alpina (L.) Mill. var. macropetala (Ledeb.) Maxim. (1889)
- Clematis alpina (L.) Mill. var. occidentalis A. Gray
- Clematis alpina (L.) Mill. var. ochotensis (Pall.) Kuntze
- Clematis alpina (L.) Mill. var. rupestris Turcz. ex Kuntze (1885)
- Clematis alpina (L.) Mill. var. teniloba A. Gray (1880)
- Clematis alpina (L.) Mill. var. triternata O. Kuntze (1885)

### Sinonimi
La specie di questa scheda, in altri testi, può essere chiamata con nomi diversi. L'elenco che segue indica alcuni tra i sinonimi più frequenti:
- Atragene alpina L. (1753) (basionimo)
- Clematis atragene Kittel (1837)

## Usi

### Farmacia
La pianta contiene alcaloidi molto velenosi; anche esternamente può essere irritante e vescicante.

Secondo la medicina popolare la pianta è rubefacente (richiama il sangue in superficie, alleggerendo la pressione interna) e cicatrizzante.

### Giardinaggio
È impiegata nel giardinaggio alpino e quello roccioso; ma è anche utilizzata come pianta da vaso.

## Galleria d'immagini

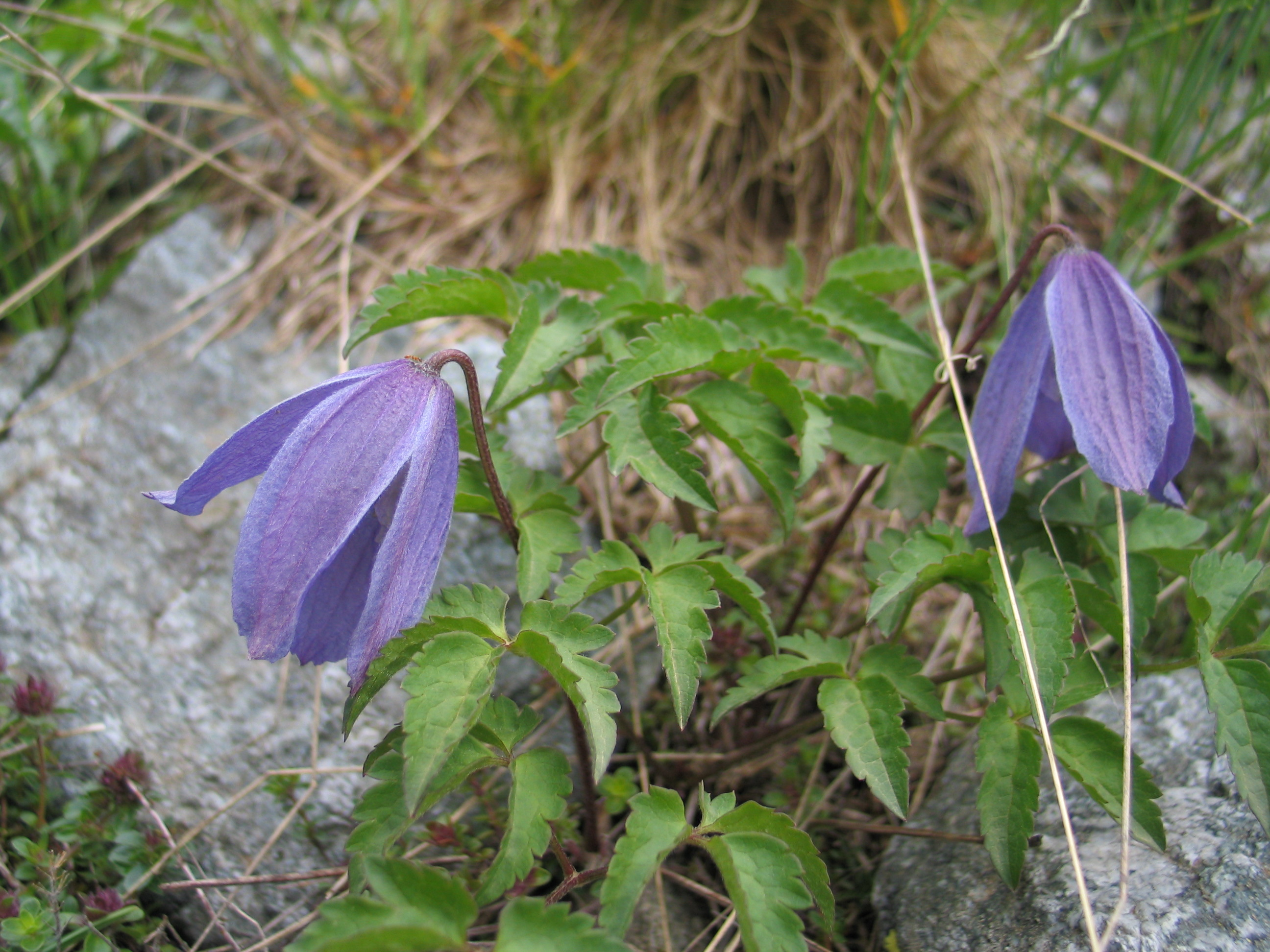
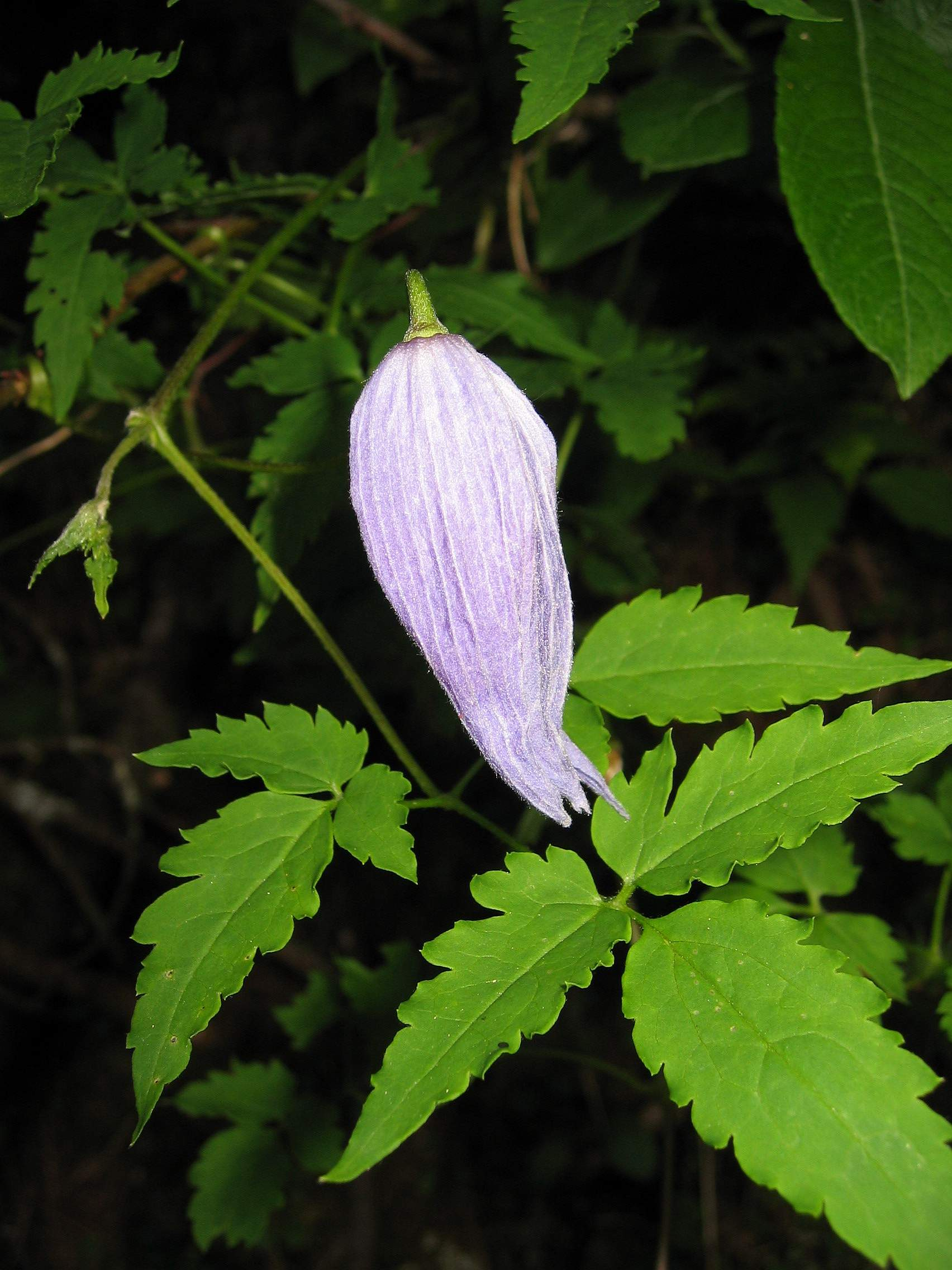
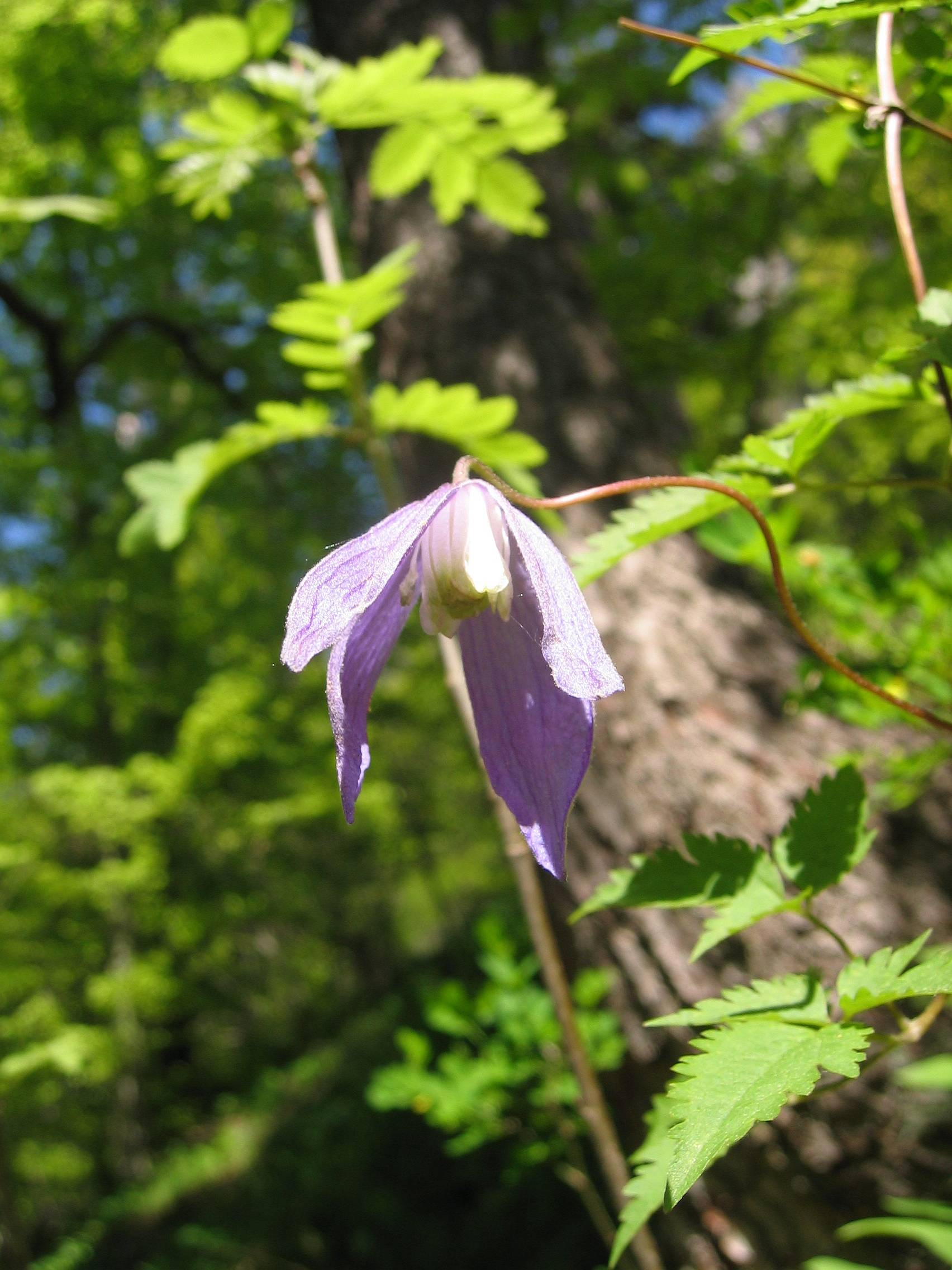
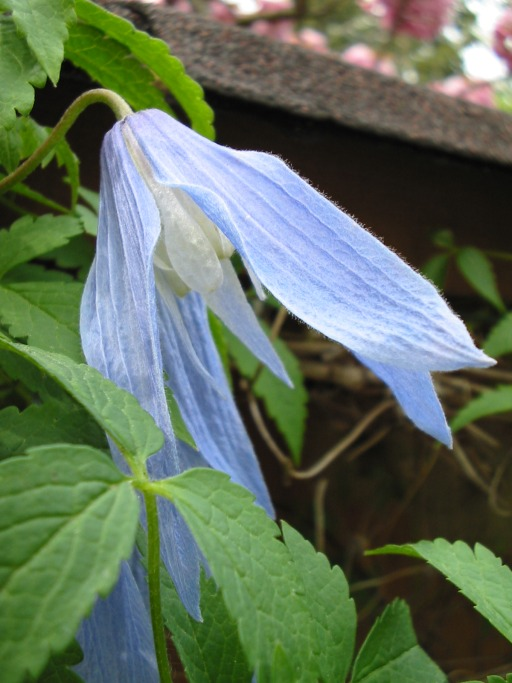